# ティム・フレイジャー
ティム・フレイジャー（Tim Frazier、1990年11月1日 - ）は、アメリカ合衆国・テキサス州ヒューストン出身のプロバスケットボール選手。ポジションはポイントガード。

## 経歴

### カレッジ
テキサス州ヒューストンの高校を卒業後、ペンシルバニア州立大学に進学。1年生から主力として活躍し、3年生時の2011-2012シーズンには平均18.8得点  4;7リバウンド  6.2アシストを記録し、Big-10の1stチームやオールディフェンシブチームに選出されたフレイザーだったが、翌2012-2013シーズンの11月の試合でアキレス腱を負傷。結局同シーズンは4試合の出場に止まった。フレイザーはNBA入りへのアピールを行う為に、大学に残り、"5年生"となる2013-14シーズンもプレーすることなり、Big-10の2ndチームに選出され、ボブ・クージー賞候補にも挙げられた。

### NBA
2014年のNBAドラフト開催前のワークアウトでは、数多くのチームから招待されたものの、ドラフトでは指名外となった。フレイザーは同年夏のNBAサマーリーグでフィラデルフィア・76ersの一員として参加。更にシーズンキャンプではボストン・セルティックスのキャンプに参加するも、開幕前に解雇。解雇後傘下のメイン・レッドクローズに送られ、Dリーグからプロ生活がスタート。Dリーグで実積を作った後、2016年2月5日にフィラデルフィア・76ersと10日間契約を結び、NBA入りが実現するも、24日にトーマス・ロビンソンと契約したことによるロースター枠の確保のために解雇。その後レッドクローズに復帰した後に、今度は3月30日にポートランド・トレイルブレイザーズと契約。4月21日にはDリーグのMVPと新人王を受賞した。しかし、NBAでは力を発揮することが出来ず、2016年2月18日にブレイザーズから解雇された。
2016年3月19日、負傷者が続出したニューオーリンズ・ペリカンズに10日間契約で加入。苦しいチーム状況下で奮闘し、26日にシーズン終了までの契約を結んだ。
2016年7月10日にペリカンズと再契約。11月22日のアトランタ・ホークスでは、自己最多の21得点14アシストを記録した。
2017年6月20日、ドラフト指名権とのトレードでワシントン・ウィザーズに移籍した。
2018年9月22日、ミルウォーキー・バックスとトレーニングキャンプ契約を交わしたが、10月15日に解雇された。しかしその2日後にニューオーリンズ・ペリカンズとウェイバー公示を経て契約を結んだ。2019年2月28日、ペリカンズに解雇された。
2019年3月19日、バックスとシーズン終了までの契約を結んだ。
2019年7月6日、デトロイト・ピストンズと契約したが、2020年2月6日に解雇された。
2021年1月4日、メンフィス・グリズリーズと10日間契約を結び、3試合に出場した。4月14日に2回目の10日間契約を結び、4月24日に今シーズン終了までの契約を結んだ。
2021年12月21日、オーランド・マジックと10日間契約を結んだ。12月31日に同チームと2回目の10日間契約を締結した。
2022年2月25日、クリーブランド・キャバリアーズと10日間契約を結んだ。

### 欧州でのキャリア
2022年8月24日、バスケットボール・チャンピオンズリーグとギリシャ・バスケットボールリーグに所属するAEKアテネへ1年契約で加入すると発表された。
2023年2月21日、バスケットボール・チャンピオンズリーグとLNBに所属するSIG・ストラスブールへシーズン終了までの契約で加入。

## 個人成績

### NBA

#### レギュラーシーズン
| シーズン | チーム | GP  | GS | MPG  | FG%  | 3P%  | FT%  | RPG | APG | SPG | BPG | PPG  |
| -------- | ------ | --- | -- | ---- | ---- | ---- | ---- | --- | --- | --- | --- | ---- |
| 2014–15  | PHI    | 6   | 3  | 28.5 | .302 | .273 | .333 | 3.2 | 7.2 | 1.0 | .0  | 5.7  |
| 2014-15  | POR    | 5   | 0  | 13.6 | .444 | .333 | .833 | 1.8 | 3.4 | .4  | .0  | 4.6  |
| 2015–16  | POR    | 35  | 1  | 7.8  | .333 | .176 | .533 | 1.1 | 1.2 | .3  | .0  | 1.5  |
| 2015-16  | NOP    | 16  | 1  | 29.3 | .450 | .419 | .763 | 4.4 | 7.5 | 1.4 | .1  | 13.1 |
| 2016–17  | NOP    | 65  | 35 | 23.5 | .403 | .313 | .760 | 2.7 | 5.2 | .9  | .1  | 7.1  |
| 2017–18  | WAS    | 59  | 11 | 14.2 | .395 | .304 | .767 | 1.9 | 3.3 | .8  | .1  | 3.0  |
| 2018–19  | NOP    | 47  | 17 | 19.3 | .451 | .351 | .780 | 2.9 | 4.4 | .5  | .1  | 5.0  |
| 2018-19  | MIL    | 12  | 2  | 17.6 | .424 | .417 | .692 | 2.6 | 3.5 | .4  | .1  | 6.3  |
| 2019–20  | DET    | 27  | 11 | 13.1 | .362 | .333 | .792 | 1.2 | 3.4 | .5  | .1  | 3.6  |
| 2020–21  | MEM    | 5   | 0  | 12.4 | .150 | .000 | .333 | 1.6 | 3.2 | .4  | .2  | 1.6  |
| 2021–22  | ORL    | 10  | 3  | 20.0 | .302 | .353 | .556 | 1.9 | 3.3 | .3  | .1  | 3.7  |
| 2021–22  | CLE    | 2   | 0  | 4.0  | .500 | -    | -    | .0  | .5  | .0  | .0  | 1.0  |
| 通算     | 通算   | 289 | 84 | 17.6 | .400 | .323 | .723 | 2.3 | 4.0 | .7  | .1  | 4.9  |

#### プレーオフ
| シーズン | チーム | GP | GS | MPG | FG%  | 3P%  | FT%   | RPG | APG | SPG | BPG | PPG |
| -------- | ------ | -- | -- | --- | ---- | ---- | ----- | --- | --- | --- | --- | --- |
| 2015     | POR    | 2  | 0  | 1.5 | .000 | —    | —     | .0  | .0  | .0  | .0  | .0  |
| 2018     | WAS    | 2  | 0  | 3.0 | .000 | —    | —     | .5  | 1.5 | .5  | .0  | .0  |
| 2019     | MIL    | 11 | 0  | 3.6 | .615 | .500 | 1.000 | .8  | .9  | .1  | .0  | 1.9 |
| 通算     | 通算   | 15 | 0  | 3.3 | .533 | .500 | 1.000 | .7  | .9  | .1  | .0  | 1.4 |